# (2718) Handley
(2718) Handley es un asteroide perteneciente al cinturón de asteroides descubierto por Ernest Leonard Johnson el 30 de julio de 1951 desde el Observatorio Union de Johannesburgo, República Sudafricana.

## Designación y nombre
Handley fue designado inicialmente como 1951 OM.
Posteriormente, en 1993, se nombró en honor de humorista británico Tommy Handley (1894-1949).

## Características orbitales
Handley está situado a una distancia media de 3,128 ua del Sol, pudiendo alejarse hasta 3,607 ua y acercarse hasta 2,65 ua. Tiene una inclinación orbital de 1,492 grados y una excentricidad de 0,153. Emplea en completar una órbita alrededor del Sol 2021 días.

## Características físicas
La magnitud absoluta de Handley es 11,8. Tiene un diámetro de 25,97 km y su albedo se estima en 0,0547.